# 瓦伊納卡帕克山
13°53′50″S 70°24′56″W / 13.89722°S 70.41556°W
瓦伊納卡帕克山（Huaynaccapac），是秘魯的山峰，位於該國東南部普諾大區，處於阿林卡帕克山東北面，屬於安第斯山脈中卡利亞瓦亞山脈的一部分，海拔高度5,721米。